# 南胡枝子
南胡枝子（学名：Lespedeza wilfordi），为豆科胡枝子属下的一个植物种。